# パーヴェル・ラザレンコ

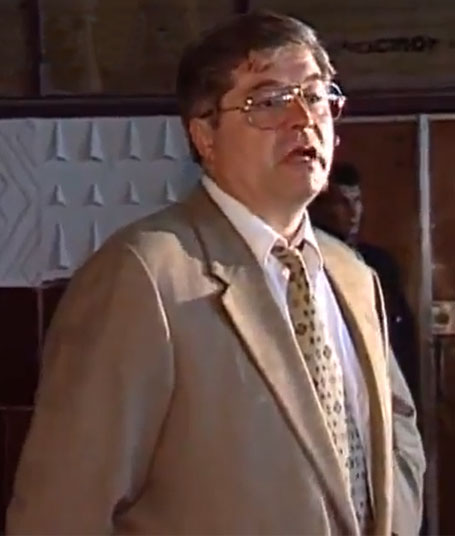
パーヴェル・ラザレンコ

パヴロ・イヴァノヴィチ・ラザレンコ（ウクライナ語:Павло Іванович Лазаренкоパーヴロ・イヴァーノヴィチュ・ラザレーンコ、1953年1月23日 - ）は、ウクライナの政治家。元首相。
1992年3月からドニプロペトロウシク州大統領代表。1994年6月、ドニプロペトロウシク州会議議長、ウクライナ人民代議員に選出。
1995年9月から第一副首相、1996年5月から1997年7月まで首相。首相在任時、ラザレンコは、付加価値税を国家の独占とし、通貨改革を行い、ウクライナの通貨単位であるフリヴニャを導入した。また、天然ガスの輸入・販売を自由化し、ユーリヤ・ティモシェンコに莫大な富をもたらす。
首相退陣後、ラザレンコは、当時のレオニード・クチマ大統領に敵対した。1997年8月から最高会議内の「エドニスチ（統一）」会派の長。1997年9月、野党「フロマーダ」の党首に選出。1998年の最高会議選挙において、「フロマーダ」は、4％障壁を越えることができた。
1998年、スイスにおいて、金融詐欺の嫌疑で逮捕。保釈後、キエフに戻った。1999年2月9日、ウクライナ検察庁は、ラザレンコの不逮捕特権剥奪を最高会議に要求し、2月15日、彼は国外に逃れた。2月17日、最高会議は、ラザレンコの不逮捕特権剥奪を可決し、彼の逮捕に同意した。この議決後間もなく、「フロマーダ」は消滅し、ユリア・ティモシェンコ等、その元党員達は、新党「バチキウシチナ（祖国）」を創設した。検察庁の報告書によれば、ラザレンコは、欧州諸国に450万スイス・フランと200万米ドルの口座を不正に開設し、国家に200万ドル以上の損害を与えたという。
1999年2月20日、ラザレンコは、ニューヨークを訪れ政治亡命を要請したが、逆に新たな嫌疑により逮捕されてしまった。アメリカの司法において、総額3億ドルの資金洗浄、汚職及び詐欺の被疑事実が突きつけられている。その後莫大な保釈金を払い保釈され、保護観察の身にある。2006年8月25日にアメリカの裁判所は恐喝、資金洗浄、汚職及び詐欺の罪で禁固9年と罰金1000万ドルの判決を下した。ウクライナにおけるラザレンコの裁判は、2001年夏に始った。2001年9月、ウクライナの検事総長は、請負殺人への関与という新たな被疑事実をラザレンコに突きつけた。しかし、ラザレンコのウクライナ送還は実現していない。

## パーソナル
ドニプロペトロウシク州カルポフカ村出身。
1978年、ドニプロペトロウシク農業大学を卒業。経済科学博士。5等ヤロスラフ賢公勲章を受章。
妻帯。1男2女を有する。